# Pour Maria
Pour Maria est le neuvième album de la saga de bande-dessinée XIII de William Vance et Jean Van Hamme. Il forme un diptyque avec El Cascador.

## Résumé
Après leurs nombreuses aventures, XIII et Jones se reposent dans la plantation du marquis Armand de Préseau et de sa femme, Betty Barnowsky, en Amérique du Sud. Un jour, XIII est contacté par le père Jaicinto. Ce dernier pense que XIII pourrait être Kelly Brian, un Américain d’origine irlandaise qui, après avoir été formé dans un centre militaire spécial à Cuba, aurait rejoint les rangs de la rébellion santosiste au Costa Verde. Là, aux côtés de Jiacinto et de Maria et Jorge de Los Santos, Brian aurait combattu le régime dictatorial du Général Ortiz, assassin du Président socialiste José-Enrique Los Santos, le père de Maria et Jorge. Après avoir épousé Maria, Brian serait devenu une légende sous le nom d’El Cascador… avant d’être capturé et exécuté par le Colonel Peralta, le chef de la police secrète d’Ortiz. Cette histoire expliquerait le trou de 6 ans dans la vie de Jason Fly, entre son départ de l’université et le début de sa mission pour le contre-espionnage américain, qui aurait pu payer Peralta pour faire croire à la mort du Cascador. Elle explique aussi comment XIII a appris à se battre et à parler espagnol. Pour en savoir plus, XIII accepte donc la mission que lui confie Jiacinto : se faire passer pour Karl Meredith, un trafiquant d’arme désirant vendre des armes chimiques à Ortiz et en réalité assassiné par Jiacinto et ce pour tenter de faire libérer Maria, enfermée à la prison secrète de Roca Negra.
XIII se rend donc au Costa Verde, où il fait la connaissance d’un universitaire américain, le professeur Frederick Simmel. Il découvre également que la belle-mère de Steve Rowland, Felicity, est devenue la maîtresse d’Ortiz sous le nom de Felicidad Moreno. Comme prévu, XIII est enlevé par les rebelles, dirigés par Jorge de Los Santos, alias Angel. Ce dernier le charge d’enlever Felicity, pour servir de monnaie d’échange dans la libération de Maria. Pendant ce temps, poursuivis par la police locale, Jones, Betty et le marquis se rendent au Costa Verde où ils retrouvent un vieil ami du marquis, un trafiquant d’arme américain du nom de Sean Mullway…le même nom que la mère de Jason Fly.
XIII met donc son plan à exécution et tente d’enlever Felicity. Mais Perralta, averti par sa taupe chez les rebelles, la même qui lui avait permis de capturer El Cascador, tend un piège à XIII et l’arrête sous les yeux du professeur Simmel. Ce dernier travaille en secret pour une firme américaine qui semble bien décidée à s’immiscer dans les affaires du Costa Verde.

## Accueil par la critique
Selon un article du Matin, l'album bénéficie d'un scénario « d'une solidité rare. » Avec cet album, les auteurs font « rebondir la série » en « [lançant] le lecteur sur une nouvelle piste.»